# Campeonato Mundial de Esquí Nórdico de 1928
El V Campeonato Mundial de Esquí Nórdico se celebró en Sankt-Moritz (Suiza) entre el 11 y el 17 de febrero de 1928, dentro de los II Juegos Olímpicos de Invierno (las pruebas de esquí de fondo y saltos en esquí incluidas en el programa contaron como pruebas del Mundial, no así las de combinada nórdica), bajo la organización de la Federación Internacional de Esquí (FIS) y la Federación Suiza de Esquí.

## Esquí de fondo
| Evento        | Oro                                      | Plata                             | Bronce                              |
| ------------- | ---------------------------------------- | --------------------------------- | ----------------------------------- |
| 18 km (17.02) | Johan Grøttumsbråten · Noruega · 1:37:01 | Ole Hegge · Noruega · 1:39:01     | Reidar Ødegaard · Noruega · 1:40:11 |
| 50 km (14.02) | Per-Erik Hedlund · Suecia · 4:52:03      | Gustaf Jonsson · Suecia · 5:05:30 | Volger Andersson · Suecia · 5:05:46 |

## Salto en esquí
| Evento                       | Oro                                  | Plata                                | Bronce                                    |
| ---------------------------- | ------------------------------------ | ------------------------------------ | ----------------------------------------- |
| Trampolín individual (11.02) | Alf Andersen · Noruega · 19,208 pts. | Sigmund Ruud · Noruega · 18,542 pts. | Rudolf Burkert Checoslovaquia 17,937 pts. |

## Medallero
| Núm. | País           | Oro | Plata | Bronce | Total |
| ---- | -------------- | --- | ----- | ------ | ----- |
| 1    | Noruega        | 2   | 2     | 1      | 5     |
| 2    | Suecia         | 1   | 1     | 1      | 3     |
| 3    | Checoslovaquia | 0   | 0     | 1      | 1     |
|      | TOTAL          | 3   | 3     | 3      | 9     |